# Euzosteria tuberculata
Euzosteria tuberculata är en kackerlacksart som beskrevs av Shaw 1925. Euzosteria tuberculata ingår i släktet Euzosteria och familjen storkackerlackor. Inga underarter finns listade i Catalogue of Life.